# Manuel Arana
Pour les articles homonymes, voir Arana.
Manuel Arana Rodríguez est un footballeur espagnol, né le 3 décembre 1984 à Séville en Espagne. Il évolue au poste de milieu offensif.

## Carrière
- 2003-2005 :  Betis Séville
- 2005-2009 :  CD Castellón
- 2009-2012 :  Racing Santander
- 2012-janv.2013 :  Rayo Vallecano
- depuis jan. 2013 :  Recreativo de Huelva[2]